# Benjamín Urdapilleta

a Compétitions nationales et continentales officielles uniquement.

b Matchs officiels uniquement.
Dernière mise à jour le 11 octobre 2024.
Benjamín Maria Urdapilleta, né le 11 mars 1986 à Buenos Aires, est un joueur argentin de rugby à XV. Il joue en équipe d'Argentine évoluant au poste de demi d'ouverture.

## Biographie

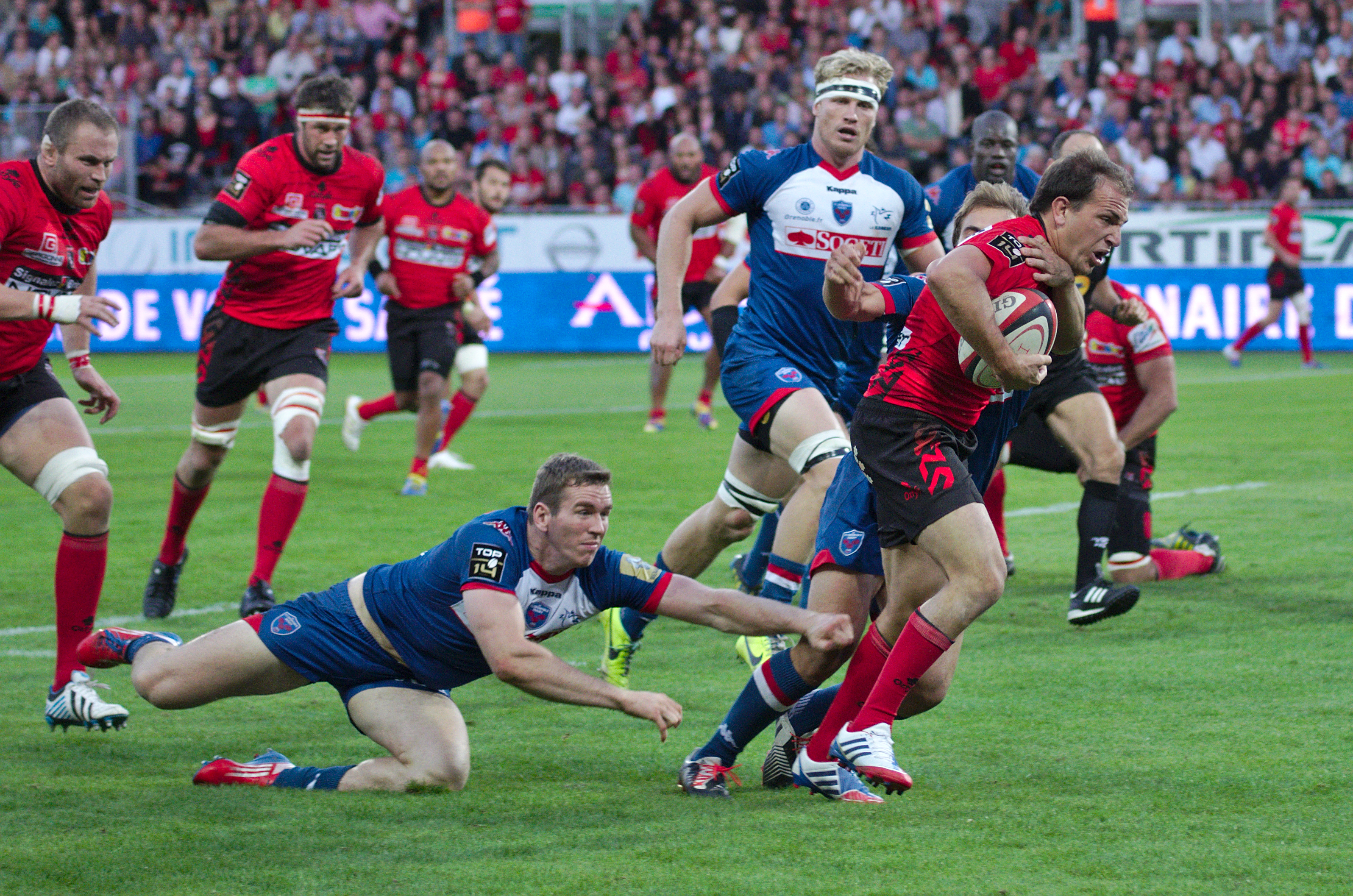
Benjamín Urdapilleta avec Oyonnax face au FC Grenoble lors de la 5e journée du Top 14 2015.

Benjamín Urdapilleta commence en équipe première du Club Universitario de Buenos Aires à 18 ans.
Il intègre les Pumitas, l'équipe nationale d'Argentine des moins de 21 ans, pour participer au Mondial de 2006 en France. Il évolue à l'ouverture, puis au centre.
Il honore sa première cape internationale avec l'équipe d'Argentine le 9 août 2008 contre l'équipe d'Afrique du Sud.
Benjamin Urdapilleta évolue aux Pampas XV en Vodacom Cup avant de rejoindre les Harlequins de Londres entre 2010 à 2012.

### Vainqueur du Challenge européen 2011 avec les Harlequins
Il remporte le Challenge européen en 2011.

### Champion d'Angleterre 2012 avec les Harlequins
Il est sacré champion d'Angleterre en 2012.
Cependant il manque de temps de jeu avec 15 matchs en 2 ans.

### Champion de France de Pro D2 2013 avec Oyonnax
En 2012, il arrive à l'US Oyonnax en Pro D2.
Dès sa première saison, il joue 28 matchs pour 232 points. Oyonnax est champion de France de Pro D2 en 2013 et accède donc au Top 14. La saison suivante, il est toujours le titulaire au poste d'ouvreur, il inscrit 246 points, le club se maintient en Top 14. Lors de sa troisième saison dans le club de l'Ain, il participe à 24 rencontres et réussit 311 points, son club, sixième de la phase régulière, s'inclinant de justesse 20 à 19 face au Stade toulousain en barrage du championnat.
En juin 2015, il est sélectionné dans l'équipe des Barbarians français pour participer à la tournée en Argentine et affronter les Pumas,.

### Champion de France Top 14 2018 et finaliste 2022 avec Castres

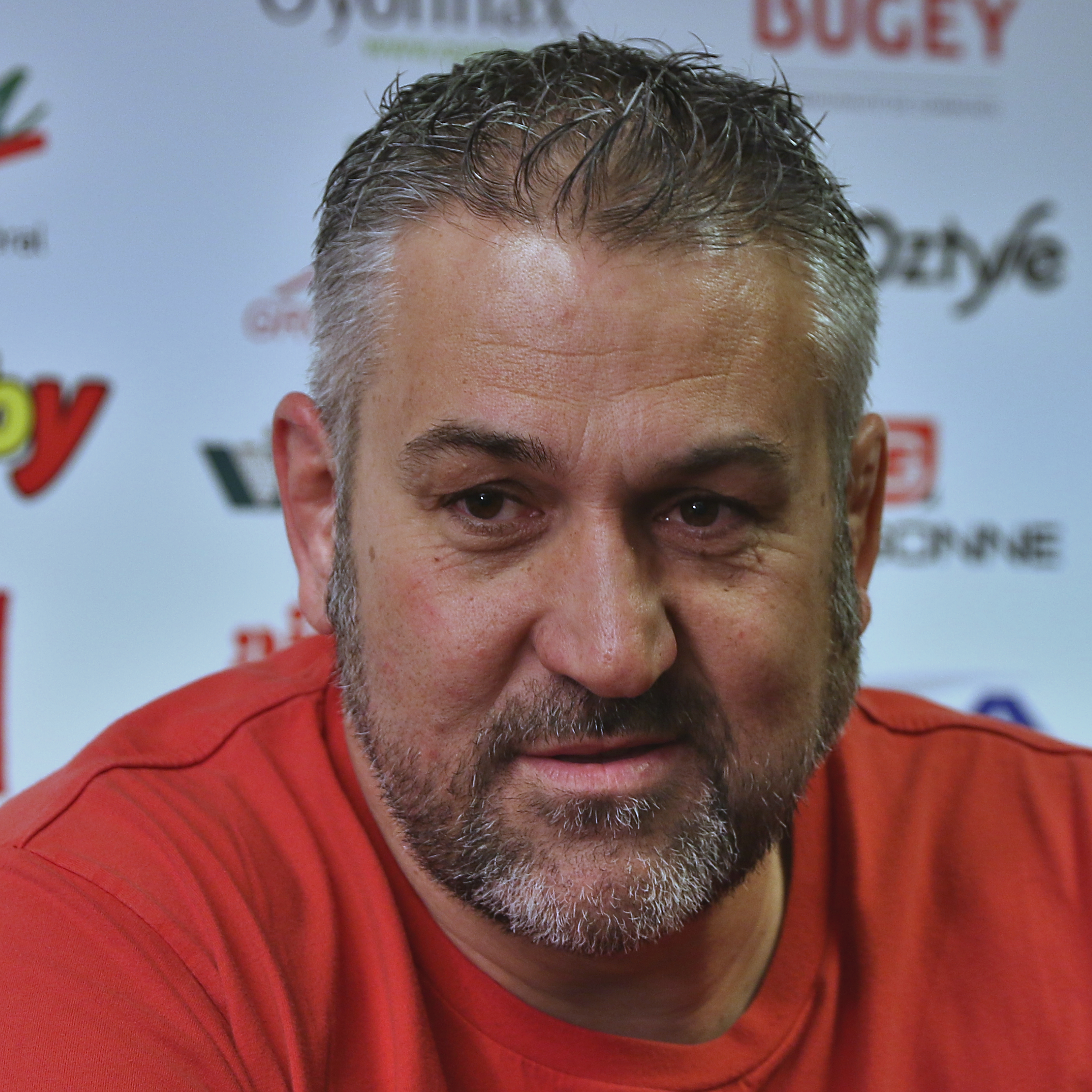
Christophe Urios, ici en 2015, est l'entraîneur de Benjamín Urdapilleta à Oyonnax puis à Castres de 2012 à 2019, puis de nouveau à Clermont depuis 2023.

Pour la saison 2015-2016, il quitte l'US Oyonnax et rejoint le Castres olympique. Blessé en septembre lors du match face au Stade toulousain, déchirure aux ischio-jambiers, il fait son retour lors d'un match de challenge européen face au club gallois de Newport.
En finale du Top 14, lors de la 
saison 2017-2018, au Stade de France à Saint-Denis, Urdapilleta et le Castres olympique s'imposent (29-13) face au Montpellier. Benjamin Urdapilleta inscrit 19 points (5 pénalités et 2 transformations) au pied et soulève avec le CO le Bouclier de Brennus. 
À l'occasion de la victoire (48-17) contre Montpellier au stade Pierre-Fabre lors de la 16e journée du Top 14 lors de la 
saison 2020-2021. Le demi d'ouverture argentin Benjamin Urdapilleta inscrit 33 points lors de cette victoire, ce qui constitue le record en Top 14. Cependant le record en première division est toujours détenu par Richard Dourthe avec 42 points.
Lors de la saison 2021-2022, le Castres olympique, leader du Top 14, élimine Toulouse double champion de France à l'Allianz Riviera à Nice. Cependant, en finale au stade de France à Saint-Denis, Benjamin Urdapilleta se blesse et Castres s'incline (10-29) contre Montpellier.
À l'été et printemps 2022, Urdapilleta est remplaçant avec les Pumas pour les tests matches entre l'Argentine et la Nouvelle-Zélande, l'Écosse puis l'Afrique du Sud.

### Départ de Castres et signature à Clermont

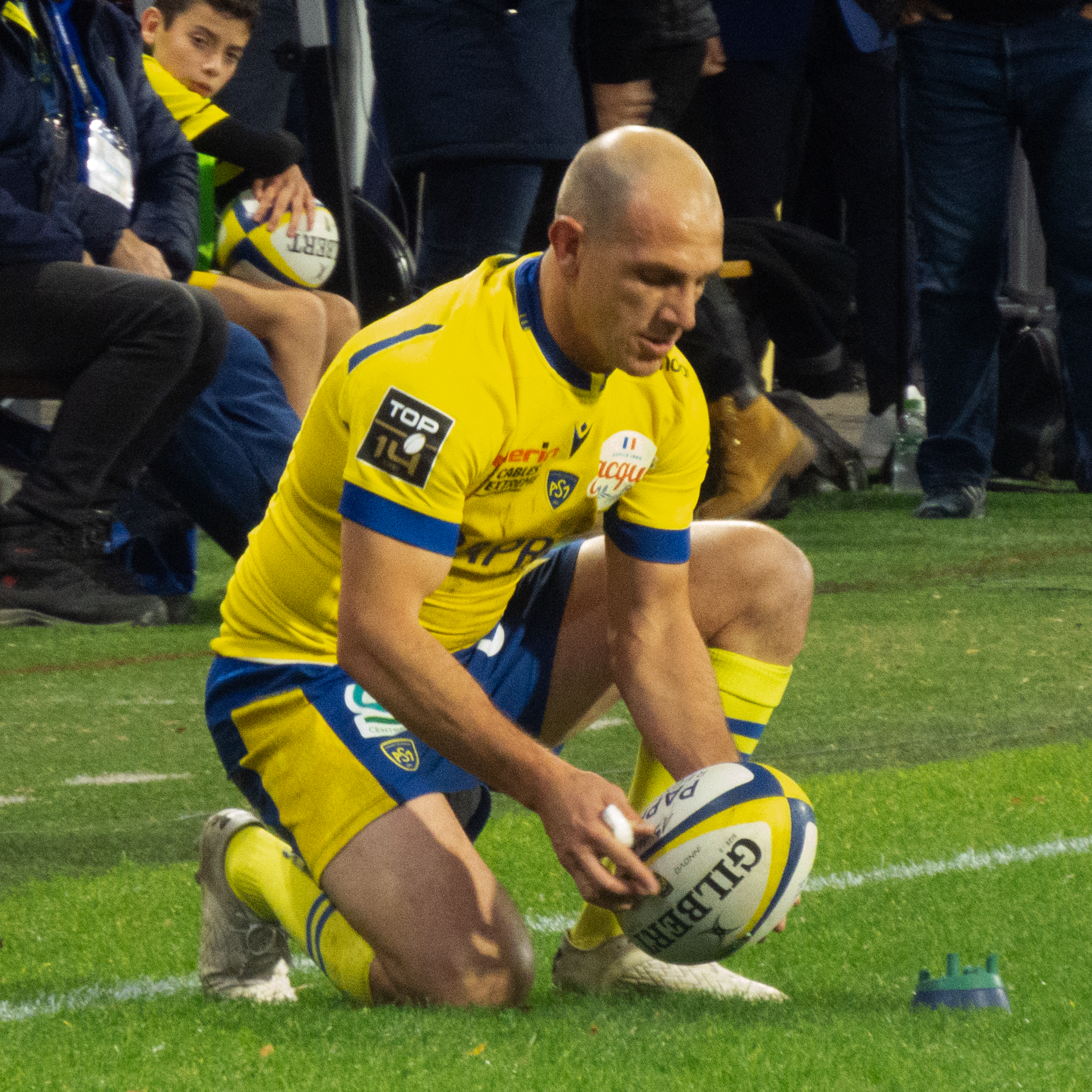
Benjamín Urdapilleta dans le rôle de buteur, sous le maillot clermontois lors de la saison 2023-2024.

Le 4 mai 2023, le club de l'ASM Clermont Auvergne annonce la signature de Benjamin Urdapilleta pour une saison dont une autre en option. L'international argentin quitte donc le Castres olympique huit ans après son arrivée et porte les couleurs jaune et bleu pour la saison 2023-2024. Il est recruté par Christophe Urios et Frédéric Charrier qui ont déjà été ses entraîneurs à Oyonnax et Castres de 2012 à 2019.
Le 6 octobre 2024, il annonce lors d'une interview pour le journal La Montagne qu'il va mettre un terme à sa carrière à l'issue de la saison 2024-2025. Il joue le dernier match de sa carrière lors du match de barrage, que son équipe perd face à l'Aviron bayonnais.

## Statistiques en équipe nationale
Benjamín Urdapilleta compte dix-neuf sélections avec l'équipe d'Argentine, dont huit en tant que titulaire, depuis son premier match disputé le 15 décembre 2007 face à l'équipe du Chili, ayant inscrit soixante-deux points, soit deux essais, quatre pénalités et vingt transformations,.

## Palmarès

### En club
- Harlequins

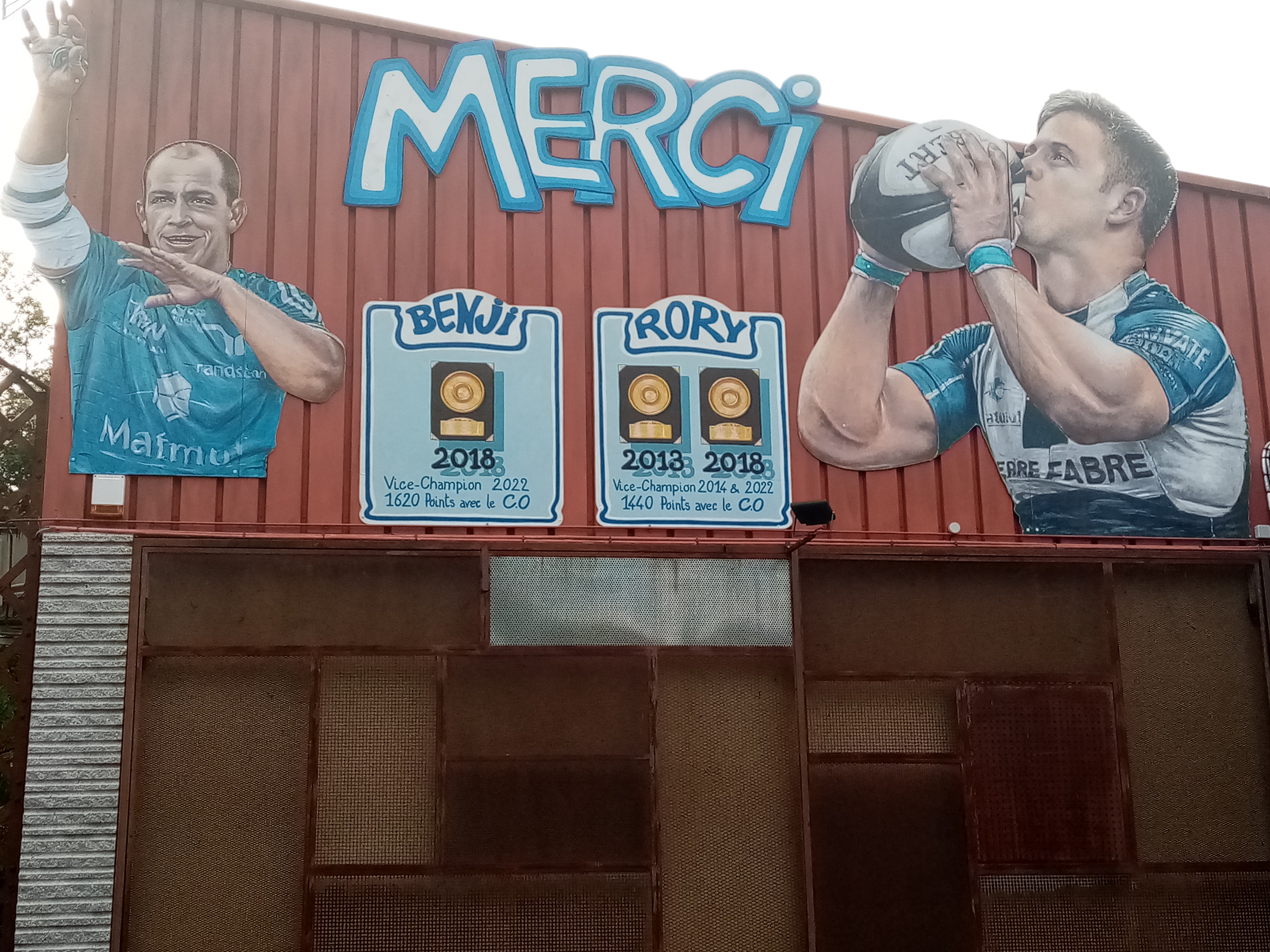
Kockott-Urdapilleta, charnière du Castres olympique (2015-2022) championne de France 2018.

  - Vainqueur du Challenge européen en 2011
  - Vainqueur du Championnat d'Angleterre en 2012

- Castres olympique
  - Vainqueur du Championnat de France en 2018
  - Finaliste du Championnat de France en 2022

- US Oyonnax
  - Vainqueur du Championnat de France de 2e division en 2013

### Distinctions personnelles
- Talent d'or de la finale CO-MHR de la saison 2017-2018 du Top 14 (19 points).
- Meilleur réalisateur du Championnat de France en 2021 (321 points).
- Oscars du Midi olympique : Oscar du plus beau geste 2021[15].
- Meilleur réalisateur encore en activité du championnat de France lors de la saison 2022-2023 (2 173 points).